# Apsida (astronomija)
Apsida (kasnolatinski absida, apsida < grč. ἀψίς, genitiv ἀψῖδος: obruč, luk) u astronomiji je najbliža i najdalja tačka (ili gornji i donji apsis) putanje nekog tela u kretanju oko središnjeg tela, odnosno oko središta gravitacionog privlačenja. Kod planetskih putanja apside su perihel i afel, kod Mesečeve putanje perigej i apogej, a kod putanja dvojnih zvezda periaster i apoaster. Apsidna linija spaja apside; ako je putanja eliptična apsidna linija se poklapa sa velikom osom.

## Perihel
Perihel (grč. peri: blizina + ἥλιος ili helios = Sunce) je položaj neke planete (ili bilo kojeg Sunčevog pratioca kao što je planetoid, patuljasta planeta, kometa i drugo) na svojoj eliptičnoj putanji kada je najbliža Suncu (u stvari do Sunčevog središta). Zemlja prolazi kroz perihel svake godine početkom januara i tada je udaljena od Sunca 147 098 291 kilometara (srednja je vrednost udaljenosti Zemlje od Sunca 149,6 miliona kilometara). Udaljenosti perihela planeta iznose: Merkura 46 001 009 km, Venere 107 476 170 km, Marsa 206 655 215 km, Jupitera 740 679 835 km, Saturna 1 349 823 615 km, Urana 2 734 998 229 km, Neptuna 4 459 753 056 km.

### Afel
Afel (grč. apo, tj. aph- ili ap’ = od + ἥλıος ili helios = Sunce), tačka u kojoj je planeta (ili bilo koji drugi Sunčev pratilac kao planetoid, patuljasta planeta, kometa i drugi) na svojoj eliptičnoj putanji najudaljeniji od Sunca (u stvari Sunčevog središta). Zemlja prolazi kroz afel svake godine početkom jula i tada je udaljena od Sunca 152 098 233 kilometara. Udaljenosti afela planeta iznose: Merkura 69 817 445 km, Venere 108 942 780 km, Marsa 249 232 432 km, Jupitera 816 001 807 km, Saturna 1 503 509 229 km, Urana 3 006 318 143 km, Neptuna 4 537 039 826 km.

## Perigej
Perigej (prema grč. περίγειος: koji je blizu Zemlje) je najbliža tačka na Mesečevoj stazi (udaljenost Mesečevog perigeja je 363 295 kilometara) ili stazama veštačkih Zemljinih satelita do Zemljinog središta, smeštena na kraju velike ose elipse kojom se satelit kreće relativno prema Zemlji.

### Apogej
Apogej (prema grč. ἀπόγεıος: udaljen od Zemlje) je najudaljenija tačka na Mesečevoj stazi (405 503 kilometara) ili stazama veštačkih satelita do Zemljinog središta.

## Periaster
Periaster ili periastron (grč. peri: blizu + ἀστήρ ili ἄστρον: zvezda), tačka na eliptičnoj stazi zvezde u dvojnom sistemu koja je najbliža središtu mase i drugoj zvezdi.

### Apoaster
Apoaster ili apoastron (grč. apo: daleko + ἀστήρ ili ἄστρον: zvezda) je tačka na eliptičnoj stazi zvezde u dvojnom sistemu koja je najudaljenija od središta mase i od druge zvezde.

## Matematičke formule
Ove formule karakterišu pericenter i apocenter orbite:
PericenterMaksimalna brzina, {\textstyle v_{\text{per}}={\sqrt {\frac {(1+e)\mu }{(1-e)a}}}\,}, na minimalnom (pericentar) rastojanju, {\textstyle r_{\text{per}}=(1-e)a}.
ApocenterMaksimalna brzina, {\textstyle v_{\text{ap}}={\sqrt {\frac {(1-e)\mu }{(1+e)a}}}\,}, na maksimalnom (apocenter) rastojanju, {\textstyle r_{\text{ap}}=(1+e)a}.
U skladu sa Keplerovim zakonima planetarnog kretanja (na bazi konzervacije ugaonog momenta) i konzervacije energije, ova dva kvantiteta su konstantna za datu orbitu:
Specifični relativni ugaoni momenat{\displaystyle h={\sqrt {\left(1-e^{2}\right)\mu a}}}
Specifična orbitalna energija{\displaystyle \varepsilon =-{\frac {\mu }{2a}}}
gde je:
- a je velika poluosa:
{\displaystyle a={\frac {r_{\text{per}}+r_{\text{ap}}}{2}}}
- μ je standardni gravitacioni parametar
- e je ekscentritet, definisan kao
{\displaystyle e={\frac {r_{\text{ap}}-r_{\text{per}}}{r_{\text{ap}}+r_{\text{per}}}}=1-{\frac {2}{{\frac {r_{\text{ap}}}{r_{\text{per}}}}+1}}}

Aritmetička sredina dva ograničavajuća rastojanja je dužina glavne poluose a. Geometrijska sredina ova dva rastojanja je dužina male poluose b.
Geometrijska sredina dve ograničavajuće brzine je
{\displaystyle {\sqrt {-2\varepsilon }}={\sqrt {\frac {\mu }{a}}}}
što je brzina tela na kružnoj orbitali čiji poluprečnik je {\displaystyle a}.

## Literatura
- „Basics of Space Flight”. NASA. Архивирано из оригинала 30. 9. 2019. г. Приступљено 30. 5. 2017.
- „Apollo 15 Mission Report”. Glossary. Архивирано из оригинала 19. 3. 2010. г. Приступљено 16. 10. 2009.
- R. Dendy; D. Zeleznikar; M. Zemba (27. 9. 2021). NASA Lunar Exploration - Gateway's Power and Propulsion Element Communications Links. 38th International Communications Satellite Systems Conference (ICSSC). Arlington, VA. Архивирано из оригинала 29. 3. 2022. г. Приступљено 18. 7. 2022.
- Frank, J.; Rees, M.J. (1. 9. 1976). „Effects of massive black holes on dense stellar systems.”. MNRAS. 176 (6908): 633—646. Bibcode:1976MNRAS.176..633F. doi:10.1093/mnras/176.3.633.
- Perimelasma Архивирано фебруар 25, 2019 на сајту , by Geoffrey Landis, first published in Asimov's Science Fiction, January 1998, republished at Infinity Plus
- R. Schödel; T. Ott; R. Genzel; R. Hofmann; M. Lehnert; A. Eckart; N. Mouawad; T. Alexander; M. J. Reid; R. Lenzen; M. Hartung; F. Lacombe; D. Rouan; E. Gendron; G. Rousset; A.-M. Lagrange; W. Brandner; N. Ageorges; C. Lidman; A. F. M. Moorwood; J. Spyromilio; N. Hubin; K. M. Menten (17. 10. 2002). „A star in a 15.2-year orbit around the supermassive black hole at the centre of the Milky Way”. Nature. 419 (6908): 694—696. Bibcode:2002Natur.419..694S. PMID 12384690. S2CID 4302128. arXiv:astro-ph/0210426 . doi:10.1038/nature01121.
- „MAVEN » Science Orbit”. Архивирано из оригинала 8. 11. 2018. г. Приступљено 7. 11. 2018.
- „Dawn Journal: 11 Years in Space”. www.planetary.org. Архивирано из оригинала 24. 10. 2018. г. Приступљено 24. 10. 2018.
- Cecconi, B.; Lamy, L.; Zarka, P.; Prangé, R.; Kurth, W. S.; Louarn, P. (4. 3. 2009). „Goniopolarimetric study of the revolution 29 perikrone using the Cassini Radio and Plasma Wave Science instrument high-frequency radio receiver”. Journal of Geophysical Research: Space Physics. 114 (A3): A03215. Bibcode:2009JGRA..114.3215C. doi:10.1029/2008JA013830. Архивирано из оригинала 9. 12. 2019. г. Приступљено 9. 12. 2019 — преко ui.adsabs.harvard.edu.
- Murray, Carl D.; & Dermott, Stanley F. (1999); Solar System Dynamics, Cambridge University Press, Cambridge, GB
- Plummer, Henry C. K. (1960); An Introductory Treatise on Dynamical Astronomy, Dover Publications, New York, NY (Reprint of the 1918 Cambridge University Press edition)
- Torquato, S.; Jiao, Y. (2009). „Dense packings of the Platonic and Archimedean solids”. Nature. Springer Science and Business Media LLC. 460 (7257): 876—879. ISSN 0028-0836. PMID 19675649. S2CID 52819935. arXiv:0908.4107 . doi:10.1038/nature08239.
- T.L. Hill, An Introduction to Statistical Thermodynamics  (Addison Wesley, London, 1960)
- T.A. Witten,  and P.A. Pincus, Structured Fluids (Oxford University Press, Oxford, 2004)
- Forces, Growth and Form in Soft Condensed Matter: At the Interface between Physics and Biology, ed. A.T. Skjeltrop and A.V. Belushkin, (NATO Science Series II: Mathematics, Physics and Chemistry, 2009)
- Donev, Aleksandar; Stillinger, Frank H.; Chaikin, P. M.; Torquato, Salvatore (2004-06-23). „Unusually Dense Crystal Packings of Ellipsoids”. Physical Review Letters. American Physical Society (APS). 92 (25): 255506. ISSN 0031-9007. PMID 15245027. S2CID 7982407. arXiv:cond-mat/0403286 . doi:10.1103/physrevlett.92.255506.
- Onsager, Lars (1949). „The Effects of Shape on the Interaction of Colloidal Particles”. Annals of the New York Academy of Sciences. Wiley. 51 (4): 627—659. ISSN 0077-8923. S2CID 84562683. doi:10.1111/j.1749-6632.1949.tb27296.x.
- Frenkel, Daan. (1987-09-10). „Onsager's spherocylinders revisited”. The Journal of Physical Chemistry. American Chemical Society (ACS). 91 (19): 4912—4916. ISSN 0022-3654. doi:10.1021/j100303a008. hdl:1874/8823 .
- Vieillard‐Baron, Jacques (1972-05-15). „Phase Transitions of the Classical Hard‐Ellipse System”. The Journal of Chemical Physics. AIP Publishing. 56 (10): 4729—4744. ISSN 0021-9606. doi:10.1063/1.1676946.
- Perram, John W.; Wertheim, M.S. (1985). „Statistical mechanics of hard ellipsoids. I. Overlap algorithm and the contact function”. Journal of Computational Physics. Elsevier BV. 58 (3): 409—416. ISSN 0021-9991. doi:10.1016/0021-9991(85)90171-8.
- X. Zheng and P. Palffy-Muhoray, "Distance of closest approach of two arbitrary hard ellipses in two dimensions", electronic Liquid Crystal Communications Архивирано на веб-сајту  (5. март 2016), 2007
- Zheng, Xiaoyu; Palffy-Muhoray, Peter (2007-06-26). „Distance of closest approach of two arbitrary hard ellipses in two dimensions”. Physical Review E. 75 (6): 061709. ISSN 1539-3755. PMID 17677285. S2CID 7576313. arXiv:0911.3420 . doi:10.1103/physreve.75.061709.
- X. Zheng and P. Palffy-Muhoray, Complete version containing contact point algorithm, May 4, 2009.
- Fortran90 subroutine for contact distance and contact point for 2D ellipses by X. Zheng and P. Palffy-Muhoray, May 2009.

## Spoljašnje veze
- Apogee – Perigee Photographic Size Comparison, perseus.gr
- Aphelion – Perihelion Photographic Size Comparison, perseus.gr
- Earth's Seasons: Equinoxes, Solstices, Perihelion, and Aphelion, 2000–2020 Архивирано на веб-сајту  (13. октобар 2007), usno.navy.mil
- Dates and times of Earth's perihelion and aphelion, 2000–2025 Архивирано на веб-сајту  (13. октобар 2007) from the United States Naval Observatory
- List of asteroids currently closer to the Sun than Mercury (These objects will be close to perihelion)